# 다케다 노부시게 (1390년)
다케다 노부시게(일본어: 武田信繁, 겐추 7년 / 메이토쿠 원년(1390년) ~ 간쇼 6년 음력 11월 1일(1465년 11월 28일))는 무로마치 시대의 무장이다. 아키 다케다씨 제4대 당주.
| 전임 다케다 노부모리 | 제4대 아키 다케다씨 당주 1422년? ~ 1440년 | 후임 다케다 노부카타 |